# Phloiotrya rugicollis
Phloiotrya rugicollis is een keversoort uit de familie zwamspartelkevers (Melandryidae). De wetenschappelijke naam van de soort werd in 1876 gepubliceerd door Sylvain Auguste de Marseul.